# Oberkochen
Oberkochen je město v zemském okrese Ostalb v Bádensku-Württembersku v Německu, asi 50 km severně od Ulmu.

## Hospodářství města

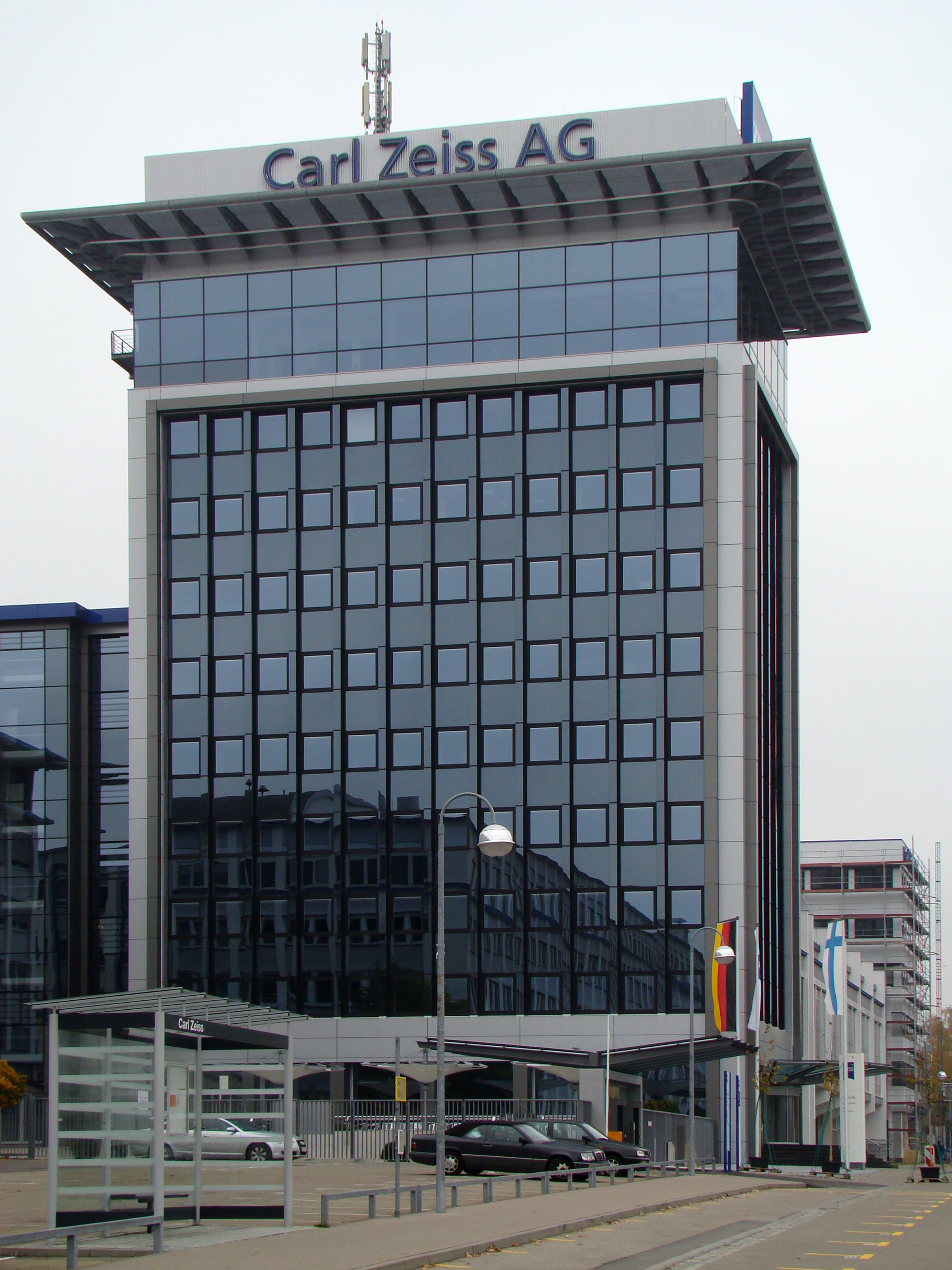
Ředitelství Carl Zeiss AG

Po skončení druhé světové války přesunula spojenecká správa západních zón Německa továrnu společnosti Zeiss z Jeny právě do Oberkochenu, kde se poté úspěšně rozjela výroba, která nahradila, pro Západ ztracený, závod v Jeně. Sídlo tu má společnost dodnes. Se svými asi 4 000 zaměstnanci patří mezi velké zaměstnavatele společně se firmou Leitz, která patří mezi největší výrobce dřevařských strojů na světě.

## Partnerská města
- Montebelluna, Itálie , od roku 1992